# Todd Rokita
Theodore Edward "Todd" Rokita, född 9 februari 1970 i Chicago i Illinois, är en amerikansk republikansk politiker. Han är ledamot av USA:s representanthus sedan 2011.
Rokita avlade 1992 kandidatexamen vid Wabash College och 1995 juristexamen vid Indiana University, Indianapolis. Han var delstatens statssekreterare (Indiana Secretary of State) 2002–2010. Han blev invald i representanthuset i kongressvalet 2010.
Den 8 augusti 2017 meddelade Rokita att han skulle ställa upp i senatsvalet år 2018 i Indiana. Rokita förlorade i primärvalet den 8 maj till Mike Braun men kom på andra plats med 30 procent av omröstningen.